# Eriogonum visheri
Eriogonum visheri là một loài thực vật có hoa trong họ Rau răm. Loài này được A.Nelson mô tả khoa học đầu tiên năm 1913.